# Erik Andersson Grijs
Erik Andersson Grijs var en svensk kyrkomålare i Göteborg under 1600-talet.
Erik Andersson Grijs nämns felaktigt i konsthistorisk litteratur. Han levde istället som borgare i Gävle 1627–1657.
Han var son till fiskeborgaren Anders Pedersson Grijs och Gunilla Nilsdotter Bröms i Gävle. Han var far till ämbetsmålaren i Norrköping Magnus Eriksson Grijs (d.1706), gift med bruksägardottern Margareta Jochumsdotter, kyrkomålaren Erik Eriksson Grijs (d. 1720), gift 1678 med Barbara Rasens samt Catharina Eriksdotter Grijs, gift med målaren Johan Johansson Aureller, d.ä. (1626–1696).